# Národní galerie Zimbabwe
Národní galerie Zimbabwe (National Gallery of Zimbabwe, NGZ) je galerie v Harare, která se věnuje prezentaci a ochraně současného umění a vizuálního dědictví Zimbabwe. Původní Národní galerie Rhodesie byla iniciována a zpočátku řízena Frankem McEwenem, britským občanem, jemuž se dává zásluha za objev šonského sochařství pro světovou veřejnost. Galerie byla 16. července 1957 slavnostně otevřena Alžbětou, královnou matkou, a královna Alžběta II. se v říjnu 1991 zúčastnila šestého ročníku výstavy Zimbabwe Heritage Exhibition. Galerie má nyní dvě regionální pobočky, v Bulawayo od roku 1970 a v Mutare od roku 1999.